# 리히텐슈타인의 경제
리히텐슈타인의 경제는 작지만 중요한 농업 부문과 서비스(특히 관광과 정보기술 등 일반적으로 서비스)를 기반으로 한다. 스위스는 스위스와의 관세 동맹에 참가하고 있으며 스위스 프랑을 자국 통화로 사용하고 있다. 에너지 요구량의 85% 이상을 수입하고 있다. 리히텐슈타인은 1991년부터 유럽 자유 무역 연합(EFTA) 회원국이었다(이전에는 스위스가 이익을 대표했다). 또한 1995년 5월부터 유럽 경제 지역(EEA)에 가입하고 있으며, 무여권 유럽 여행을 위한 솅겐 협정에 참여하고 있다.

## 역사
리히텐슈타인의 오스트리아와의 역사적 관세 동맹은 1919년에 해체되었다. 1923년 관세조약이 체결돼 1924년 발효된 이후 리히텐슈타인과 스위스는 관세동맹을 맺고 있어 국경을 개방하고 있다. 독일 마을인 뷔징겐과 이탈리아 마을 캄피오네디탈리아도 종종 스위스 세관 지역으로 불리는 관세 동맹의 일부를 형성한다.
리히텐슈타인은 스위스 프랑을 자국 통화로 사용한다. 스위스 국경경찰과 세관원들은 오스트리아와의 국경을 지킨다. 현재 리히텐슈타인에 배치된 스위스 국경수비대는 21명, 국경을 지키는 오스트리아 국경수비대는 20명(2011년 기준)이다.
리히텐슈타인은 EFTA 회원국으로 1995년 유럽 경제 지역(EEA)에 가입해 EU 내부 시장의 혜택을 받고 있다. 자본주의 경제와 세제는 리히텐슈타인을 개인과 비즈니스 목적, 특히 고도로 현대적이고 국제적으로 배치된 인프라와 스위스와의 긴밀한 관계를 통해 안전하고 신뢰할 수 있으며 성공 지향적인 장소로 만든다.
리히텐슈타인 공국은 지난 50년 동안 다른 서방 국가들과 달리 경제 및 문화 발전을 거쳤다. 지난 반세기 동안 리히텐슈타인은 주로 농업국가에서 세계에서 가장 산업화된 국가 중 하나로 발전했다.

## 대외 무역

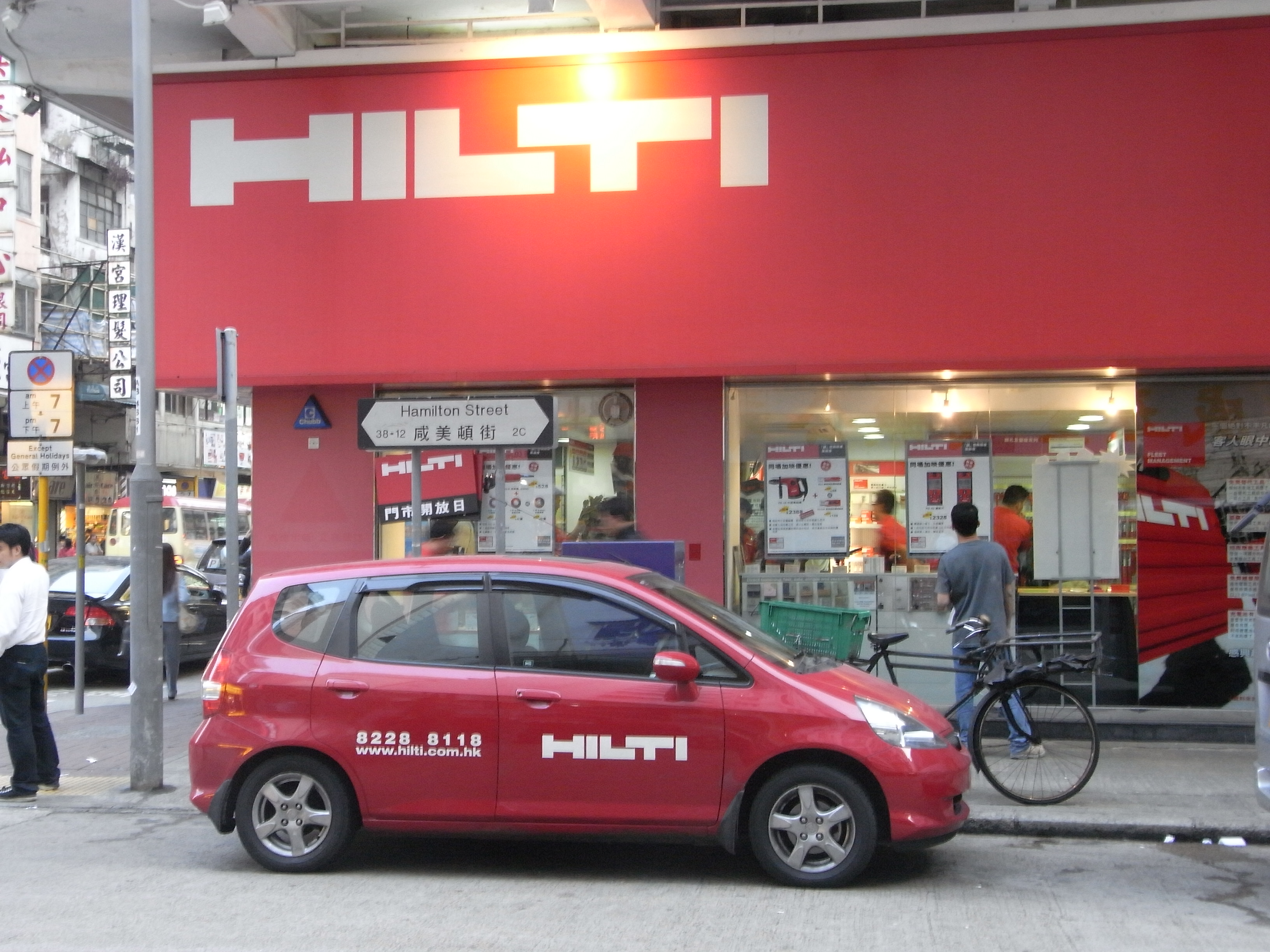
리히텐슈타인의 수출경제의 예로서 2010년 3월에 홍콩 힐티의 사무소가 사진을 찍었다.

효율적인 산업 외에도 강력한 서비스 부문도 있다. 종업원 10명 중 4명은 서비스업에 종사하고 있으며, 이들 중 비교적 높은 비율은 이웃 나라 스위스, 오스트리아, 독일에서 국경을 넘어 출퇴근하는 외국인이다. 산업 수출은 1988년 12억1000만달러(22억달러)에서 2008년 29억달러(46억달러)로 20년 만에 2배 이상 증가했다. 리히텐슈타인 상품의 약 15.7%, EU에 62.6%, 전 세계에 21.1%가 수출된다.
미국은 최근 리히텐슈타인의 가장 중요한 수출 시장으로 총 5억6천100만 달러(8억7천600만 파운드)를 차지하고 있다. 독일은 4억7천900만 달러(7억4천800만 파운드)의 수입으로 2위, 스위스는 3억7천500만 달러(5억8천700만 파운드)로 3위다.
국가 세입의 약 32%는 리히텐슈타인 경제 성공의 원동력 중 하나인 연구개발에 투자된다. 2000년의 R&D 총지출은 약 1억4000만달러(2억1300만프랑)로 20.7% 증가했다.

## 은행 및 금융
리히텐슈타인 공국은 외국 법인을 위한 금융 서비스를 전문으로 하기 때문에 중요한 금융 중심지로도 알려져 있다. 리히텐슈타인의 낮은 세율, 느슨한 법인 및 기업지배구조 규칙, 엄격한 은행 비밀주의 전통은 리히텐슈타인의 금융중개업자들이 국경 밖에서 자금을 유치하는 데 큰 기여를 했다. 2009년 말에 제정된 법률은 불법 자금 이전에 대한 규제 감독을 강화했지만, 같은 요인들이 이 나라를 돈세탁업자들에게 매력적이고 취약하게 만들었다.
리히텐슈타인은 17개 은행, 3개 비은행 금융회사, 71개 공공투자회사, 보험 및 재보험회사를 전세냈다. 270개의 인가된 수탁회사와 81명의 변호사가 73,000개 이상의 단체(주로 기업, 기관 또는 신탁)의 지명자 또는 관리자로서 활동하고 있으며, 일부는 비 리히텐슈타인 거주자를 위한 것이다. 이들 기업 중 약 3분의 1은 리히텐슈타인 이외의 국가에서 인가된 다른 기업들에 대한 지배적 지분을 보유하고 있다. 공국의 법률은 공기업이 무기명주식을 발행하는 것을 허용한다. 최근까지 프린치팔리티의 은행법에서는 은행들이 번호부 계좌를 발행하는 것을 허용하고 있었지만, 새로운 규정에서는 모든 신규 계정에 대해 엄격한 고객 인지 관행이 요구되고 있다.